# Diógenes Cedeño
Diógenes Cedeño Cenci (Ciudad de Panamá, 6 de marzo de 1927 - Ciudad de Panamá, 23 de junio de 2010) fue un educador, filólogo, político y ensayista panameño.

## Biografía
Se graduó de Bachiller en Letras en el Instituto Nacional y obtuvo el título de Maestro en Educación Primaria en el Instituto Justo Arosemena. En 1953 obtuvo el título de Profesor de Segunda Enseñanza con Especialidad en Español. Estudió en la Universidad Complutense de Madrid en España y obtuvo el doctorado en Filología Románica en 1970.  Posteriormente obtuvo un Postgrado en el Instituto de Cultura Hispánica del Instituto de Sociología Aplicada en Madrid y en el Consejo Superior de Investigación Científica en Málaga. 
Fue nombrado viceministro de Educación en 1974 y ascendido a Ministro de Educación en 1978. En ese mismo año es designado como rector de la Universidad de Panamá hasta 1981, cuando fue nombrado director del Instituto Nacional de Cultura. En 1985 es nombrado director del departamento de Español en la Universidad de Panamá y fue profesor de español en dicha universidad hasta su muerte en 2010.

## Obras
Entre sus obras caben destacar: 
- El idioma nacional y las causas de su degeneración en la provincia de Bocas del Toro (1960)
- Vida y obra de don Abel Bravo (1960)
- El Istmo de Panamá en la "Carta de Jamaica" de Cristóbal Colón (1972)
- Tomás Martín Feuillet y la Flor del Espíritu Santo (1974)
- El Istmo de Panamá en las cartas de Vasco Núñez de Balboa (1978)
- El Istmo de Panamá en el Sumario de la Historia Natural de las Indias y en la Historia General y Natural de las Indias, de Gonzalo Fernández de Oviedo y Valdés (1981)
- El IV Viaje de Cristóbal Colón, por la Ruta de Las Tormentas (1991)
- Tres estudios sobre cultura nacional (1993)
- El IV Viaje de Cristóbal Colón, por los dominios del Quibián Veraguense (2004)